# Franci Petek
Franci Petek (Lesce, Yugoslavia, 15 de junio de 1971) es un deportista esloveno que compitió para Yugoslavia en salto en esquí.
Ganó una medalla de oro en el Campeonato Mundial de Esquí Nórdico de 1991, en el trampolín grande individual. Participó en dos Juegos Olímpicos de Invierno, en los años 1992 y 1994, ocupando el sexto lugar en Albertville 1992, en el trampolín grande por equipo.

## Palmarés internacional
| Representando a Yugoslavia |                        |                |               |
| Campeonato Mundial         |                        |                |               |
| Año                        | Lugar                  | Medalla        | Prueba        |
| 1991                       | Val di Fiemme (Italia) | Medalla de oro | TG individual |